# آرثر غونس
آرثر غونس هو محامي وسياسي نيوزيلندي، ولد في 11 يناير 1846 في كلكتا في الهند، وتوفي في 10 يونيو 1913. نشط حزبياً في الحزب الليبيرالي النيوزيلندي. وقد انتخب عضو مجلس النواب النيوزيلندي ‏.